# Karl Schmid
Karl Schmid (Zürich, 10 mei 1914 - aldaar, 13 augustus 1998) was een Zwitserse kunstenaar die actief was van de jaren 1930 tot de jaren 1990. Hij was schilder, beeldhouwer, graveur, illustrator, graficus en leraar. 

## Biografie

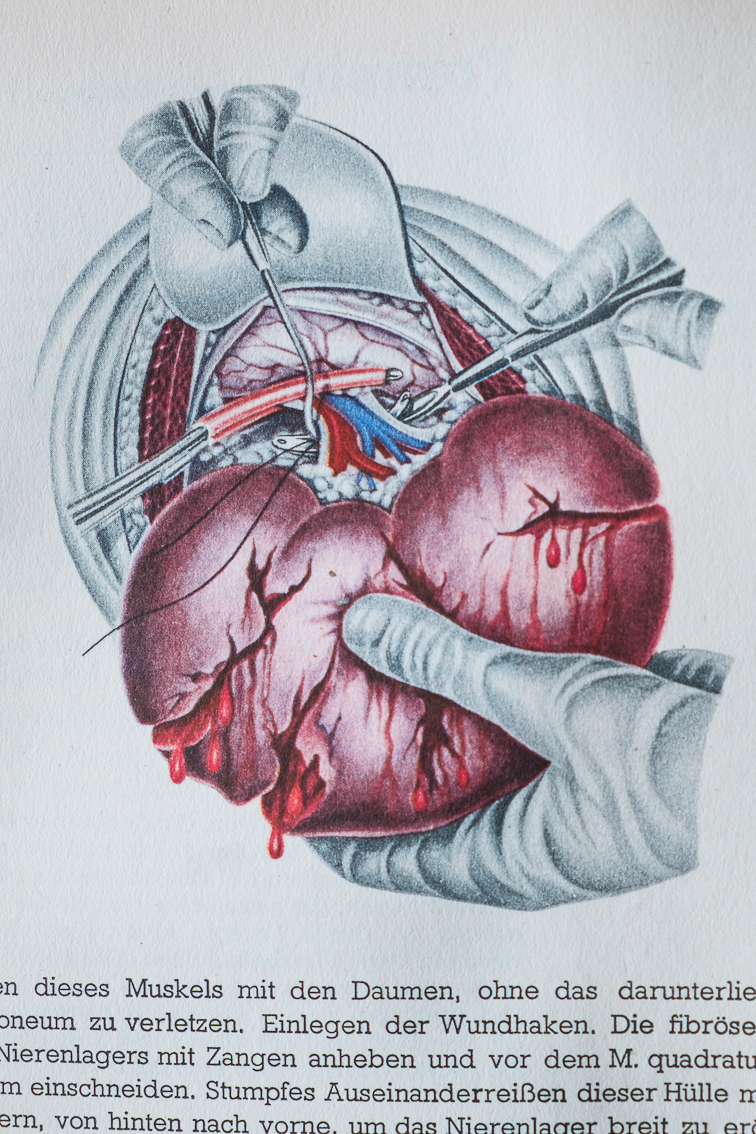
K.Schmid Wetenschappelijke illustratie uit de jaren 1940 - Reproductie uit Aide-mémoire d'interventions urgentes "Siegfried" par le Prof. Charles Perret, Montreux, 1947

Karl Schmid werd geboren in Zürich. Zijn vader, van Joodse afkomst, stierf in de Eerste Wereldoorlog. Zijn moeder, die in extreme armoede leefde, leed aan epilepsie en schizofrenie; bij elk van haar ziekenhuisopnames wordt Karl naar een weeshuis gestuurd, waar hij zijn jeugd en een deel van zijn adolescentie doorbrengt..
Hij droomt ervan chirurg te worden, maar heeft ook een passie voor houtsnijwerk, zodat hij in de leer gaat bij een meubelmaker en timmerman. Deze ambachtelijke opleiding zou bepalend zijn voor al zijn werk. Hij volgde een avondschool en enkele vervolgopleidingen aan de Kunstnijverheidsschool. Een deel van zijn vrije tijd bracht Karl door in de openbare bibliotheek van Zürich, waar hij alles las met een voorliefde voor literatuur en vooral kunst. Tijdens zijn vormingsjaren ontmoette hij kunstenaars zoals Oskar Kokoschka en Ernst Ludwig Kirchner. Schmid en Kirchner ontmoetten elkaar in Davos, in een sanatorium voor tuberculose, een ziekte waaraan zij beiden leden. "...Hun gedeelde lijden aan dezelfde ziekte, maar meer nog hun gedeelde enthousiasme voor een nieuw expressief concept van kunst, bracht hen dichter bij elkaar en al snel ontwikkelde zich een diepe vriendschap."
In 1932 woonde Karl als toehoorder de colleges bij van Paul Clairmont, professor in de chirurgie aan de universiteit van Zürich. Clairmont zag de jongeman geconcentreerd tekenen in de collegezaal, waardeerde zijn werk en nam hem aan als chirurgisch tekenaar, als eerste aan de universiteit van Zürich. Van 1932 tot 1941 maakte hij illustraties voor wetenschappelijke publicaties.
Hij trouwde met dr. Erika Bilfinger (een psychiater). Uit het huwelijk werden twee kinderen geboren. 
Zijn wetenschappelijke tekeningen trokken de aandacht van Walter Gropius, een van de medeoprichters van het Bauhaus, die Karl Schmid uitnodigde naar Amerika te komen om les te geven aan de Harvard Graduate School of Design. Ook via Gropius kreeg hij een aanbod van Disney om tekenaar te worden voor een tekenfilm. Gropius stelt Karl Schmid voor aan Johannes Itten, directeur van de Zürcher Kunstgewerbeschule - Zürich School of Applied Arts (tegenwoordig de Universiteit voor de Kunsten in Zürich). Itten wil hem aannemen als leraar.
In 1944 richt Karl Schmid de wetenschappelijke tekenklas op, een van de eerste in zijn soort, waar hij tot 1971 les zal geven.

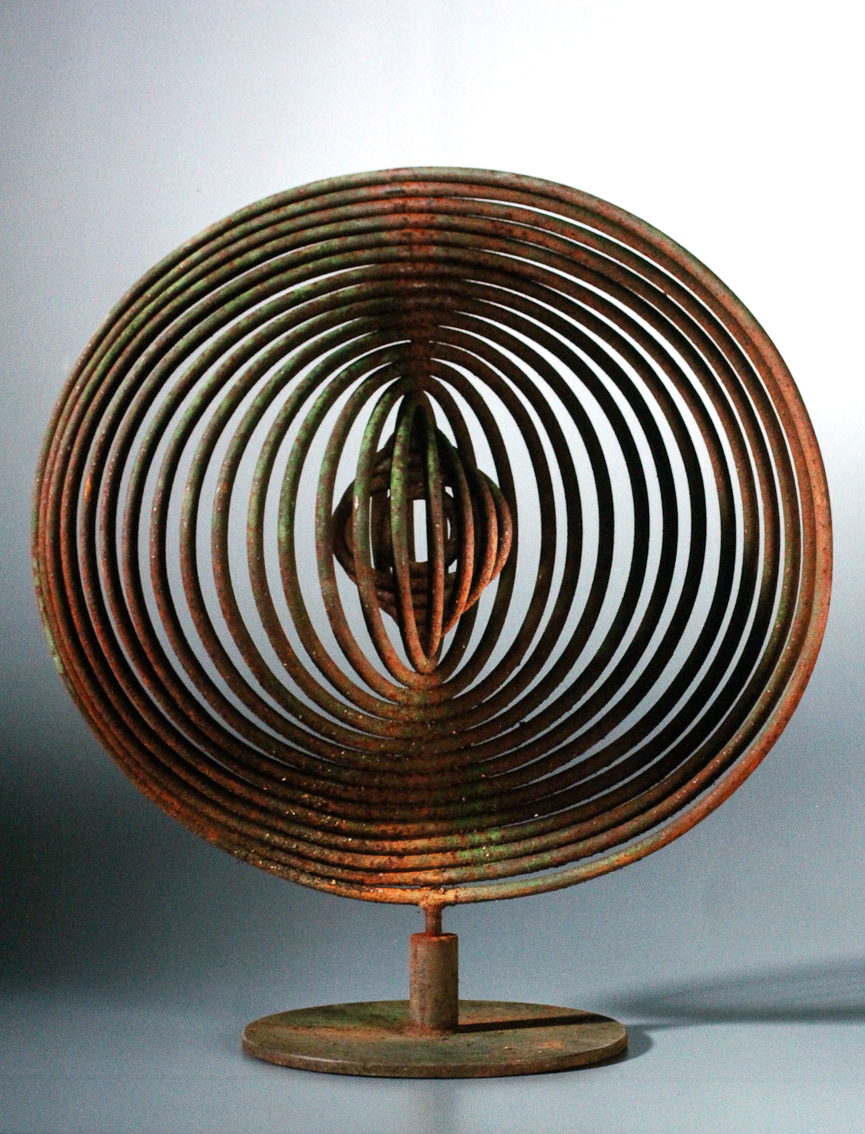
K. Schmid - Zonder titel (jaren 70) - Geoxideerde ijzeren sculptuur, 145 x 45 cm

Karl verhuist met zijn familie naar het Seefeld district van Zürich. Dankzij de zekere inkomsten uit school kan hij zich nu zijn eerste echte atelier veroorloven in de voormalige stal van Villa Herold aan de Klausstrasse.
In het voorjaar van 1944 ontmoette Karl Schmid voor het eerst Hans Arp in Zürich, ten huize van vrienden en kunstverzamelaars. In die tijd leed Arp onder de dood van zijn eerste vrouw, Sophie Taeuber-Arp, die een jaar eerder was omgekomen bij een ongeluk in het huis van Max Bill, waar zij beiden te gast waren. Later zou Max Bill Arp vergezellen naar Schmid's studio, in een poging zijn vriend te helpen zijn depressie te overwinnen door middel van nieuwe artistieke projecten. Vanaf dat moment vormden Schmid en Arp een levenslange vriendschap en samenwerking. Schmid bereidt houtreliëfs, houtsneden en het kunstenaarsboek Elemente (Elementen) voor Arp voor.
In 1956 kreeg Karl Schmid ook een voorbereidende cursus aan de School voor Toegepaste Kunsten: de Vorbereitungsklasse. In 1962 betrok hij zijn atelierwoning in Gockhausen. In het atelier richt hij voor elk werk een andere omgeving in: schilderen, houtsnijden, graveertechnieken, zelfs een smidswerkplaats, waar hij de meeste van zijn ijzeren en bronzen werken uit de jaren zeventig en tachtig zal maken. Zijn enige bloemlezingstentoonstelling vindt plaats in 1965 in het Helmhaus en toont zijn werken samen met die van zijn leerlingen: "Karl Schmid und seine Schuler" (Karl Schmid en zijn leerlingen).
Vanaf de jaren zestig kreeg hij veel opdrachten op het gebied van artistieke interventies voor de architectuur. Hij maakte muurschilderingen in scholen, openbare en particuliere gebouwen in de kantons Zürich, Zug, Graubünden en Ticino. 
In 1971, op 57-jarige leeftijd, trok hij zich vervroegd terug uit het onderwijs: de ziekte waaraan hij al enige tijd leed verergerde, maar hij zou nooit ophouden met het produceren van een grote hoeveelheid werk, waaronder muurschilderingen voor de architectuur. In het laatste deel van zijn leven zou Karl steeds meer geïsoleerd raken: "...Tenslotte de lange jaren waarin hij zich terugtrok van al zijn vrienden om zijn artistieke missie te vervullen, wat hem leidde tot een onbegrensde eenzaamheid."
Karl Schmid overleed op 13 augustus 1998 in het Neumünster Ziekenhuis in Zürich. Hij ligt begraven op de begraafplaats Friedhof Uetliberg.

## Artistieke productie

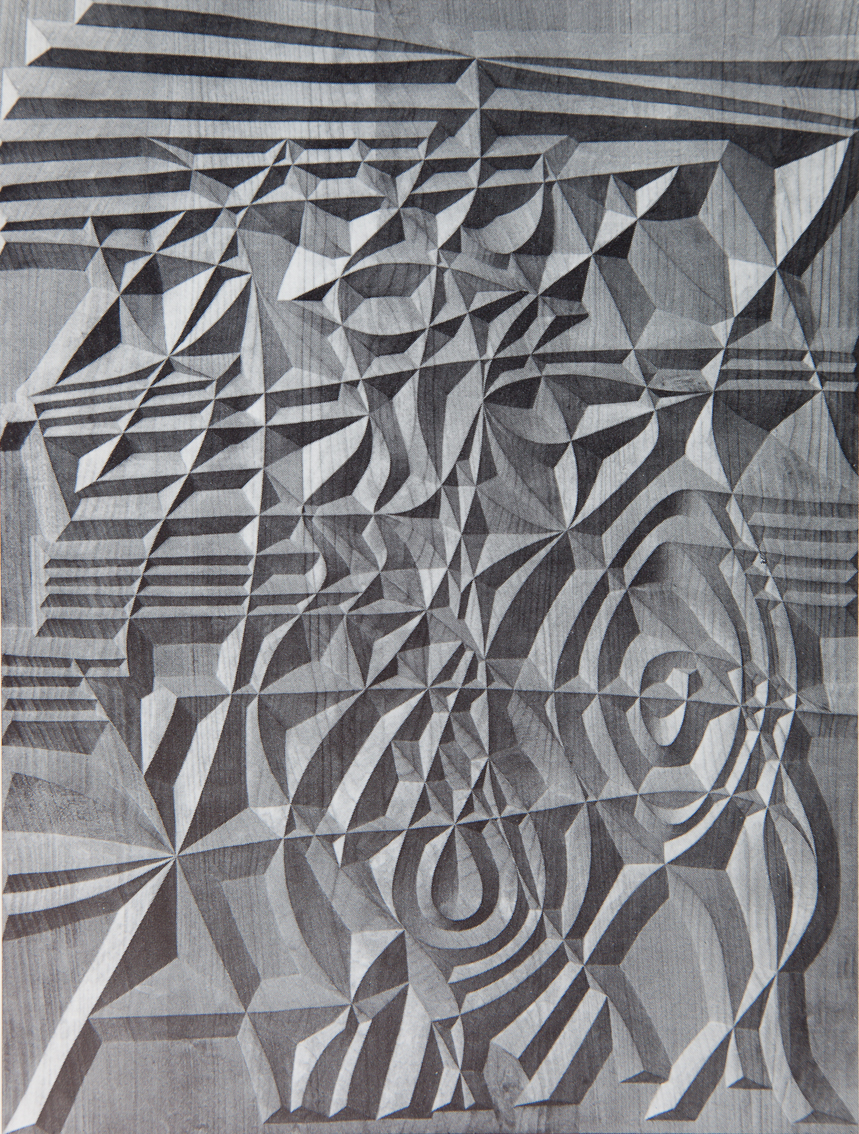
K. Schmid Die LustmÅhle im Kanton Aargau - "De molen van plezier in het kanton Aargau", (jaren 60) - Kersenhouten reliëf

Het werk van Karl Schmid bestaat uit tekeningen, litho's, houtsneden, stofdrukken, olieverfschilderijen, aquarellen, wandtapijten, bas-reliëfs, beeldhouwwerken in hout, steen en ijzer, muurschilderingen en architectonische reliëfs.

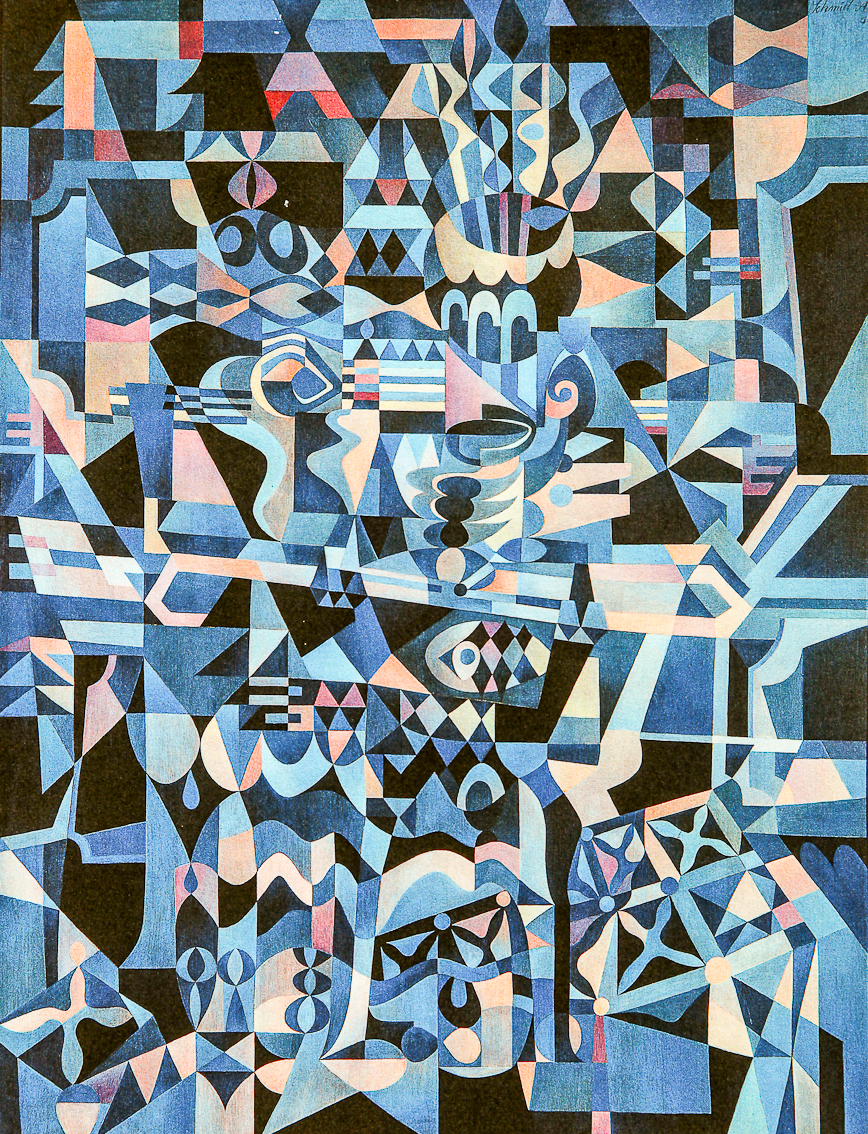
K.Schmid Der geteckte Tisch - "De gedekte tafel", 1955 - Voorbereidend schilderij voor wandtapijten

"De kunst van Karl Schmid varieert van strikt naturalistisch werk (wetenschappelijke illustraties) tot abstracte compositie."
"Hij beheerst de meest uiteenlopende grafische technieken, zijn werk omspant een breed scala aan materialen en het is onmiskenbaar dat tekenen voor hem de hoogste prioriteit heeft."

### Werken aan gebouwen
"Karl Schmid was een meester in het inleven in de moderne architectuur."
Eind jaren zeventig wil de ETH (Bundesanstalt für Technik in Zürich) hem een eredoctoraat in de architectuur verlenen, maar hij weigert. Hij maakt muurschilderingen in scholen, openbare en particuliere gebouwen in de kantons Zürich, Zug, Graubünden en Ticino.

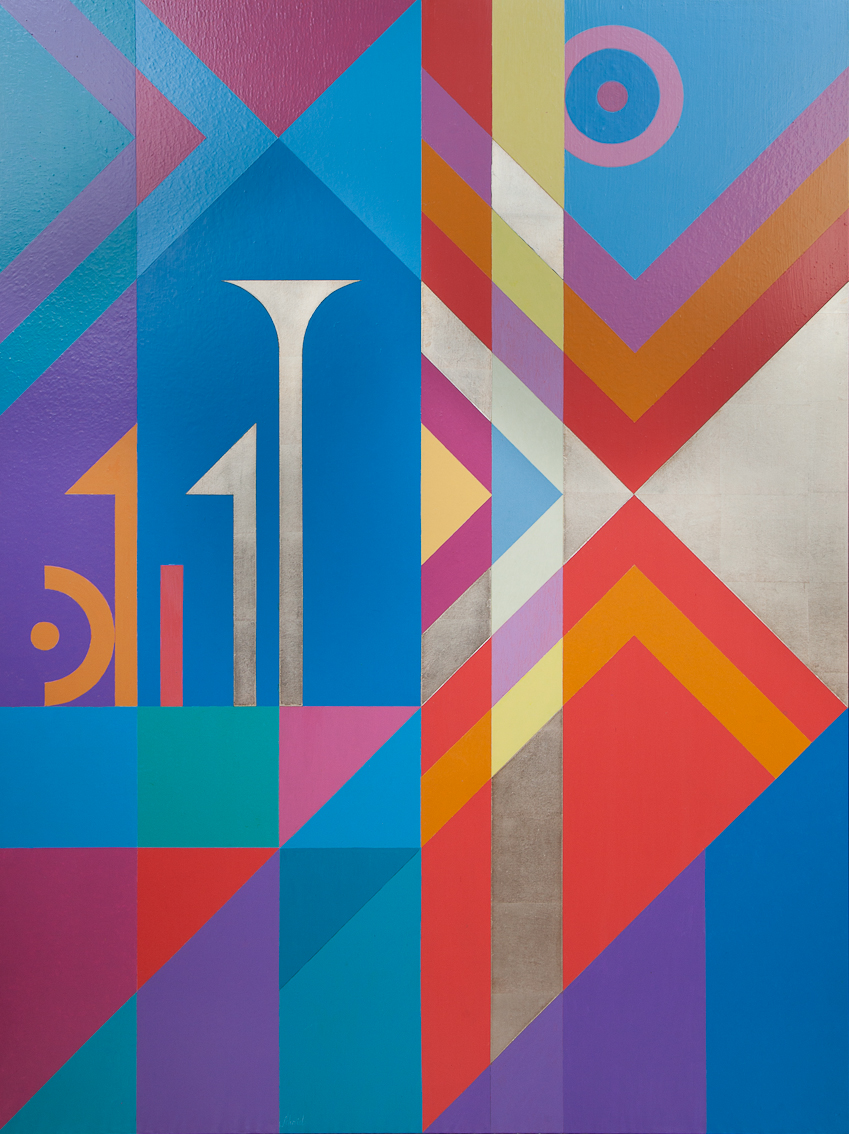
K. Schmid - Zonder titel (jaren '80) - Acrylverf op hout, 120 x 80 cm

Enkele van zijn belangrijkste werken:
- 1965-66 Kleuterschool "Altbach", Brüttisellen (ZH) - Muurschildering
- 1965-67 Schulhaus Gutschick, Winterthur[10] - 1965, Tuin van symbolen, eikenhouten reliëfs (atrium- begane grond), 1967 Muurschildering (buiteningang)
- 1966 Bejaardentehuis Neubühl ZH-Wollishofen[11] - Dämmerung (Schemering), muurschildering (trappenhuis), richtingaanwijzers, ijzer (in hal), muurschildering met tekens van de dierenriem, 12 tekens van de dierenriem, ijzeren muurreliëfs (één op elk van de balkons van de 12 verdiepingen)
- 1967 Onderzoeksstation Agroscope, Zürich - 40 m fries van gewapend beton boven de ingang (Betonfries)
- 1968 Trü Sportcomplex, Scuol GR, Zwitserland. - Muurschildering in het overdekte zwembad
- 1970 Rämibühl Cantonal School, Rämistrasse 58, Zürich[12] - Muurschilderingen: refter, ingang van de cafetaria, gangen-garage, trappenhuis-atrium

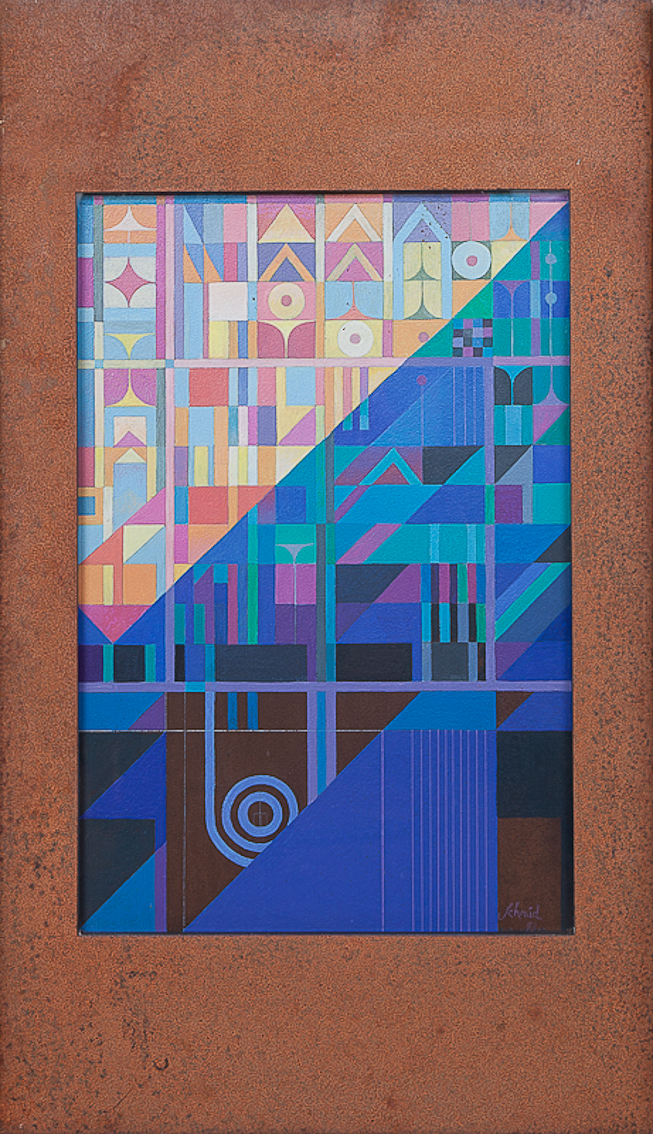
K. Schmid, Licht und Schatten - "Licht en schaduw", 1993 - Aquarel op karton geoxideerde ijzeren lijst door K. Schmid, 70 x 41 cm

- K. Schmid, Licht und Schatten - "Licht en schaduw", 1993 - Aquarel op karton geoxideerde ijzeren lijst door K. Schmid, 70 x 41 cm 1974 Friedhof Uetliberg-begraafplaats - Zürich[13] - Vloermozaïek
- 1975 Woongebouw, Klausstrasse 4, Zürich - Abstract landschap - Entreehal en trappen
- Schmid House jaren 80 - Lionza (Centovalli - Ticino) - Buitenmuurschildering

### Tentoonstellingen
Karl Schmid was een onafhankelijke, idealistische kunstenaar, terughoudend om deel te nemen aan de kunstmarkt. Hij gaf er de voorkeur aan zijn werken rechtstreeks te verkopen aan verzamelaars die hij persoonlijk kende. Zijn zeldzame tentoonstellingen werden alleen gehouden op initiatief van openbare of particuliere instellingen.

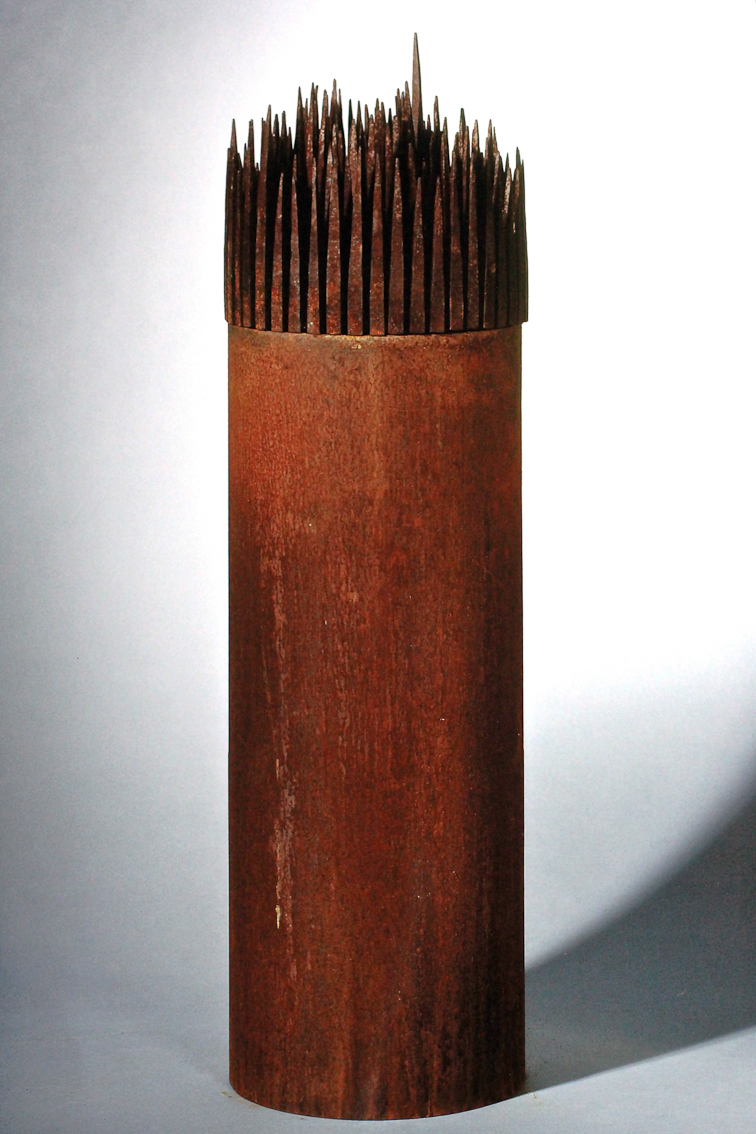
K. Schmid, Auschwitz (jaren 60) - Geoxideerde ijzeren sculptuur, 145 x 45 cm

- In 1957 werden zijn tekeningen tentoongesteld in de groepstentoonstelling "Tekenen in het werk van jonge Zwitserse schilders en beeldhouwers", Bern, Kunsthalle, 3.8.1957- 8.9.1957.[14]
- Zijn enige bloemlezingstentoonstelling vond plaats in 1965, samen met zijn leerlingen van de Kunstnijverheidsschool: "Karl Schmid und seine Schuler" (Karl Schmid en zijn leerlingen). Zurich, Helmhaus 23.01-28.02.1965. Bij deze gelegenheid verwerft het Kunsthaus Zürich het kersenhouten reliëf Die Lustmühle Kanton Aarau, (De pleziermolen in het Kanton Aarau).[2]
- Solotentoonstelling in het kader van de tentoonstelling: Vijf Zwitserse Kunstenaars in de SKA op de Werdmühleplatz in Zürich, van 6.3.1991 tot 19.4.1991.[15]
- In 2004 werd de postume tentoonstelling Erinnerungen an Karl Schmid (Herinneringen aan Karl Schmid) georganiseerd door de Ritter-Hürlimann-Stichting. Uster, Villa Grunholzer, van 1.5.2004 tot 16.5.2004.[16]

## Leraar
IIn 1944 begon Karl Schmid op uitnodiging van directeur Johannes Itten als docent wetenschappelijke tekenkunst aan de Kunstnijverheidsschool van Zürich. In 1956 werd hij ook belast met het geven van een voorbereidende cursus. "Hij aanvaardde deze verantwoordelijke taak met vaderlijke toewijding. (...) Zijn grote voorbeelden, Rudolf Steiner en Heinrich Pestalozzi, inspireerden hem om zijn leerlingen met het grootste respect te behandelen. Hij bracht veel nieuwe ideeën in zijn onderwijs, vooral van de eenvoudigste oefeningen. Maar hij eiste dat ze werden uitgevoerd met absolute toewijding en perfect vakmanschap. Hij begeleidde zijn leerlingen voortdurend om met gevoeligheid, volharding en zorgvuldigheid een verbinding aan te gaan met de 'schoonheid' waarvan zij droomden." Karl Schmid is een geboren leraar. De vormelijke elementen, de materialen, de innerlijke creatieve processen zijn wat hij aan de leerling overdraagt. (...) Schmid brengt niet een stijl over op de leerling, maar zijn hele wereld in beroering."

### Projecten uitgevoerd met studenten
- 1958 - Het boekje Punktgeschichten / 'Verhalen van stippen', gerealiseerd als klasproject. "Met het eenvoudigste gereedschap - een scherpe spijker - maakten de leerlingen gravures op gepolijste perenhouten planken. De stencils werden vervolgens gedrukt in de drukkerij. Door deze ascetisch eenvoudige oefening in ontwerpen werden de leerlingen bewust gemaakt van de oneindige creatieve rijkdom die in alle dingen te vinden is, zelfs in de kleinste creatieve mogelijkheid, de stip."[2]
- 1962 - Illustraties voor een herbarium: "Unkräuter", (Malerbe) voor de firma Ciba-Geigy.[3]

"Alle wilde planten van Zwitserland moesten nauwkeurig worden weergegeven in aquarel. Het hele werk duurde zeven jaar en omvatte aan het eind zo'n 180 aquarelplaten die met uiterste precisie waren uitgewerkt." Tegelijkertijd een didactische ontwerpervaring met studenten: een tafelservies van houten bestek.
- 1965 - Grafische heruitgave van Conrad Gessner 's “Historia Plantarum”.[3]
- 1965 - Karl Schmid wordt door het Kunsthaus Zürich uitgenodigd om zijn werken in het Helmhaus tentoon te stellen.[9]

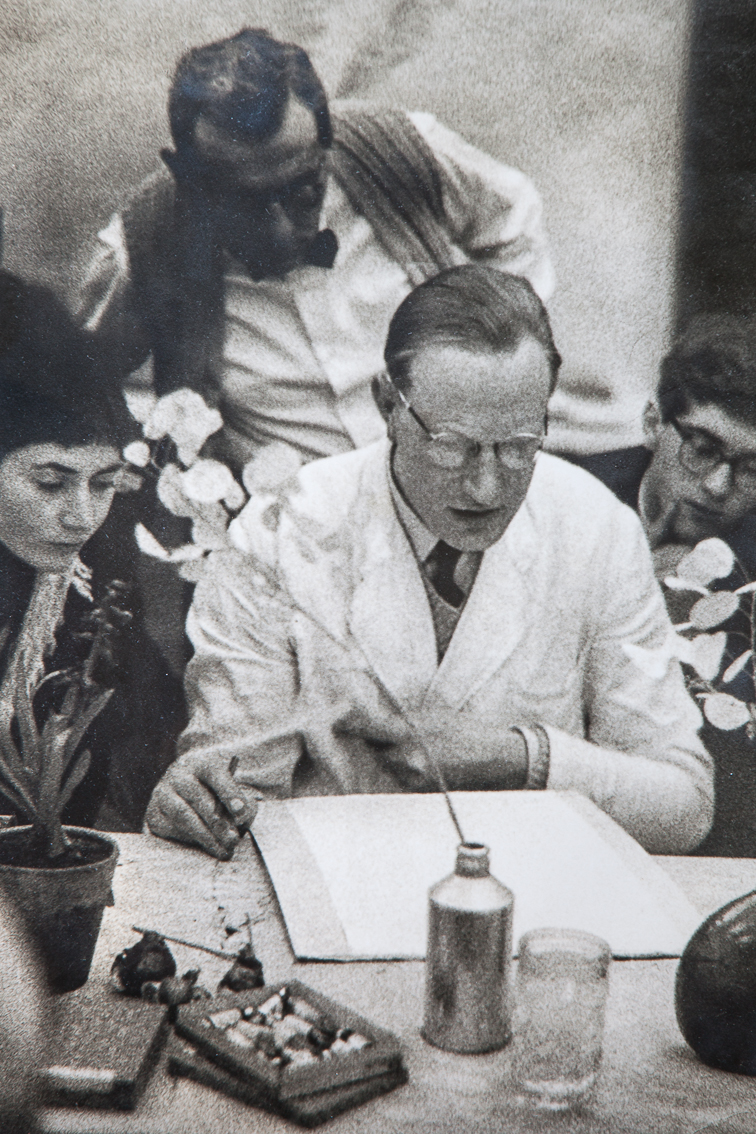
K. Schmid en zijn leerlingen aan de Kunstgewerbeschule - Reproductie van oude foto's (jaren 1960)

"Hij stemde graag toe en stelde voor dat hij ook de werken van zijn leerlingen van de vooropleiding en de wetenschappelijke illustratieklas kon laten zien. Hij vond dat zijn educatieve bijdrage een essentieel onderdeel was van zijn creatieve werk."
Max Bill, die de opdracht had gekregen een hervormingsvoorstel voor de Kunstnijverheidsschool te doen, stelde in zijn conclusies dat het instituut moest worden gesloten wegens verouderde onderwijsmethoden. Hij beschouwt slechts het onderwijs van enkele cursussen als vernieuwend, waaronder hij dat van Karl Schmid noemt.

### Schmids studenten
- Oliviero Toscani, mode- en reclamefotograaf, schrijver, politicus, communicator, maker van bedrijfsbeelden en reclamecampagnes voor Benetton, Chanel, Esprit, Fiorucci. Hij bezocht de Zürcher Kunstgewerbeschule van 1961 tot 1965.[17] Toscani herinnert zich dat Schmid degene was die hem in de richting van de fotografie stuurde: in die tijd wilde hij schilder worden. Schmid nam hem mee naar de dierentuin van Zürich om dieren te tekenen (het was een van zijn pedagogische methodes)[16] en na het zien van zijn tekeningen raadde hij hem aan fotograaf te worden.
- Harald Naegeli, leerling van 1957 tot 1962. Bekend als de Zürichse sproeier, voorloper Street art in de late jaren 1970.
- Hans Ruedi Giger, van 1959 tot 1960. Schilder, ontwerper, illustrator en beeldhouwer. Op het gebied van speciale filmeffecten creëerde hij, in samenwerking met Carlo Rambaldi, het belangrijkste schepsel in Alien, en ontving de Oscar voor beste speciale effecten in 1980.
- Kurt Laurenz Metzler, van 1958 tot 1963. Beeldhouwer
- Hardy Hepp, van 1962 tot 1966. Schilder, tekenaar en musicus.
- Fredi M. Murer, van 1960 tot 1964. Regisseur, scenarioschrijver, verhalenverteller, fotograaf en tekenaar.
- Ernst Ghenzi, 1951-1954. Beeldhouwer
- Leo Paul Erhardt, 1966-1968. Beeldhouwer en fotograaf (werkte samen met Toscani)

## Opmerking
1. 1 2 3 4 5  Getuige de dochter, Eva Schmid-Schuckardt
2. 1 2 3 4 5 6 7 8 9 10 11 12 13 14 15 16  AA.VV, “Poging tot een levensbeeld”
3. 1 2 3 4  Eigenmann,"Poging tot een portret"
4. 1 2  K.Schmid,"Tekenen en manieren van een vroendschap"
5. ↑  K.Schmid, casa a Gockhausen
6. 1 2 3  K.Schmid, "Karl Schmid en zijn leerlingen"
7. ↑  Brennenstuhl,Ontwerp-pedagogische experimenten
8. ↑  Werder, ter gelegenheid van de 70ste verjaardag van Karl Schmid
9. 1 2  Lariol, interview met Hardy Hepp
10. ↑  https://www.e-periodica.ch/cntmng?pid=wbw-002:1968:55::1621 p.454-455. Gearchiveerd op 15 april 2023.
11. ↑  https://www.e-periodica.ch/cntmng?pid=wbw-002:1967:54::506 p.138-140-141. Gearchiveerd op 15 april 2023.
12. ↑  Karl Schmid, Wandgemälde, Eichenreliefs. Farbgestaltung, 1970 auf mural.ch — Online–Dokumentation der modernen und zeitgenössischen Wandmalerei
13. ↑  https://www.e-periodica.ch/cntmng?pid=ant-001:1974:13::343. Gearchiveerd op 15 april 2023.
14. ↑  Der Silthaler
15. ↑  Persoonlijke tentoonstelling van K. Schmid
16. 1 2  Postume tentoonstelling, "Herinneringen aan Karl Schmid"
17. ↑  https://www.rsi.ch/rete-due/programmi/cultura/attualita-culturale/Allievi-e-maestri-della-Kunstgewerbeschule-9984541.html. Gearchiveerd op 19 april 2023.